# CR159 (Luxemburg)
De CR159 (Chemin Repris 159) is een verkeersroute in Luxemburg tussen Peppange (CR132) en Sandweiler. De route heeft een lengte van ongeveer 14 kilometer.

## Routeverloop
De route begint in de plaats Peppange aan de CR132 en gaat naar het noordwesten. Nadat de route kortstondig tussen de open velden is geweest komt het in Livange aan in bebouwd gebied. In Livange buigt de route naar het noorden en gaat grotendeels door bebouwd gebied naar Hesperange en Itzig. Alleen tussen Bivange en Fentange is het gebied open, waarbij aan de westkant de spoorlijn Luxemburg - Bettembourg op een dijk ligt. Tussen Livange en Fentange ligt de route grotendeels parallel aan deze spoorlijn en gaat hierbij ook onder de aansluitingen richting Oetrange door.
In Hesperange maakt de CR159 kortstondig gebruik van de N3 om het riviertje Alzette over te kunnen steken. Tussen Peppange en Livange stak de CR159 ook al de Alzette over.
Vanaf Itzig gaat de route geleidelijk meer naar het noordoosten door een gebied van open velden en bossen. Onderweg gaat de route onder de spoorlijn Luxemburg - Wasserbillig door. Voor Sandweiler steekt de route de N2 met een viaduct over. Hierna komt de CR159 de plaats Sandweiler binnen. De CR159 eindigt op de kruising met de Rue Principale. Hier lag voorheen de N2 over, maar is tegenwoordig een ongenummerde weg.

## Plaatsen langs de CR159
- Peppange
- Livange
- Berchem
- Bivange
- Fentange
- Hesperange
- Itzig
- Sandweiler

## CR159a
De CR159a is een voormalige aftakkingsweg in Berchem/Bivange. De 625 meter lange route verbond de CR159 met het treinstation van Berchem. In 1995 is het wegnummer komen te vervallen.

## CR159b
De CR159b is een verbindingsweg tussen Bivange en Roeser. De route van ongeveer 600 meter verbindt de CR159 in Bivange met de CR157 in Roeser. Onderweg passeert de route het riviertje de Alzette.

## CR159c en CR159d
De CR159c en CR159d zijn een gezamenlijk vervallen route tussen Bettembourg en Livange. De route met een totale lengte van ongeveer 1,5 kilometer verbond de huidige N31 bij Bettembourg met de CR159 in Livange. De CR159d had een lengte van ongeveer 360 meter en lag aan de noordwestkant van de spoorlijn Luxemburg - Bettembourg. De CR159c had een lengte van ruim 1100 meter en lag grotendeels aan de zuidoostkant van deze spoorlijn. Doordat de spoorlijn de routes onderbrak zijn beide wegnummers in het jaar 1995 komen te vervallen.
CR101 ·
CR102 ·
CR103 ·
CR104 ·
CR105 ·
CR106 ·
CR107 ·
CR108 ·
CR109 ·
CR110 ·
CR111 ·
CR112 ·
CR113 ·
CR114 ·
CR115 ·
CR116 ·
CR117 ·
CR118 ·
CR119 ·
CR120 ·
CR121 ·
CR122 ·
CR123 ·
CR124 ·
CR125 ·
CR126 ·
CR127 ·
CR128 ·
CR129 ·
CR130 ·
CR131 ·
CR132 ·
CR133 ·
CR134 ·
CR135 ·
CR136 ·
CR137 ·
CR138 ·
CR139 ·
CR140 ·
CR141 ·
CR142 ·
CR143 ·
CR144 ·
CR145 ·
CR146 ·
CR147 ·
CR148 ·
CR149 ·
CR150 ·
CR151 ·
CR152 ·
CR153 ·
CR154 ·
CR155 ·
CR156 ·
CR157 ·
CR158 ·
CR159 ·
CR160 ·
CR161 ·
CR162 ·
CR163 ·
CR164 ·
CR165 ·
CR166 ·
CR167 ·
CR168 ·
CR169 ·
CR170 ·
CR171 ·
CR172 ·
CR173 ·
CR174 ·
CR175 ·
CR176 ·
CR177 ·
CR178 ·
CR179 ·
CR180 ·
CR181 ·
CR182 ·
CR183 ·
CR184 ·
CR185 ·
CR186 ·
CR187 ·
CR188 ·
CR189 ·
CR190
CR200 ·
CR201 ·
CR202 ·
CR203 ·
CR204 ·
CR205 ·
CR206 ·
CR207 ·
CR208 ·
CR210 ·
CR211 ·
CR212 ·
CR213 ·
CR215 ·
CR216 ·
CR217 ·
CR218 ·
CR219 ·
CR220 ·
CR221 ·
CR222 ·
CR223 ·
CR224 ·
CR225 ·
CR226 ·
CR227 ·
CR228 ·
CR229 ·
CR230 ·
CR231 ·
CR232 ·
CR233 ·
CR234
CR301 ·
CR302 ·
CR303 ·
CR304 ·
CR305 ·
CR306 ·
CR307 ·
CR308 ·
CR309 ·
CR310 ·
CR311 ·
CR312 ·
CR313 ·
CR314 ·
CR315 ·
CR316 ·
CR317 ·
CR318 ·
CR319 ·
CR320 ·
CR321 ·
CR322 ·
CR323 ·
CR324 ·
CR325 ·
CR326 ·
CR327 ·
CR328 ·
CR329 ·
CR330 ·
CR331 ·
CR332 ·
CR333 ·
CR334 ·
CR335 ·
CR336 ·
CR337 ·
CR338 ·
CR339 ·
CR340 ·
CR341 ·
CR342 ·
CR343 ·
CR344 ·
CR345 ·
CR346 ·
CR347 ·
CR348 ·
CR349 ·
CR350 ·
CR351 ·
CR352 ·
CR353 ·
CR354 ·
CR355 ·
CR356 ·
CR357 ·
CR358 ·
CR359 ·
CR360 ·
CR361 ·
CR362 ·
CR364 ·
CR365 ·
CR366 ·
CR367 ·
CR368 ·
CR369 ·
CR370 ·
CR371 ·
CR372 ·
CR373 ·
CR374 ·
CR375 ·
CR376 ·
CR377 ·
CR378 ·
CR379
Routes die cursief vermeld staan, zijn voormalige routes.